# Cimetière communal du Vogelenzang
Le cimetière communal du Vogelenzang est le cimetière de la commune d'Anderlecht situé dans le quartier verdoyant du Vogelenzang. Inauguré le 31 octobre 1954, il occupe une superficie de 18,8 hectares.

## Histoire[1]
Historiquement, le cimetière d'Anderlecht se trouvait au pied de la collégiale Saints-Pierre-et-Guidon. Un nouveau cimetière, d'une superficie de 96,50 ares est inauguré en 1866, place du Repos - actuel Parc Forestier.
L'accroissement de la population rend indispensable la construction d'un nouveau cimetière. Les travaux commencent en 1949 et incluent une réflexion urbanistique des environs immédiats du cimetière - dans l'esprit des autres projets urbanistiques de la commune à cette époque.
Le cimetière présente un caractère culturel, à travers, entre autres, les sépultures conservées de l'ancien cimetière et une sculpture de Maurice De Korte (Les Funérailles). Par ailleurs, le 24 mars 2014, les autorités communales ont signé la charte « Réseau Nature » de l'asbl Natagora, s'engageant ainsi à s'investir dans une gestion écologique du cimetière et à y favoriser la biodiversité - premier cimetière à prendre cet engagement sur le territoire de la Région de Bruxelles-Capitale.

## Œuvres
- Maurice De Korte Les Funérailles, sculpture.

## Personnalités
- Patrice Braut, unique victime belge des attentats du 11 septembre 2001 (1970-2001)[4].
- Raymond Vander Bruggen, échevin (1899-1937).
- Constant Vanden Stock, président du RSC Anderlecht (1914-2008).